# Teulada, Sardinien
Teulada är en ort och kommun i provinsen Sydsardinien i regionen Sardinien i sydvästra Italien. Kommunen hade 3 559 invånare (2017).